# 張邦綸
張邦綸（1919年7月—2001年12月5日）中國足球運動員，司職守門員，被譽為「遠東鋼門」。

## 生平
生於上海松江。1939年加入上海東華足球隊。1946年、1947年代表上海隊參加滬港盃埠際足球賽，以擋下香港球王李惠堂的12碼罰球成名。1948年代表中華民國國家足球隊參加倫敦奧運足球比賽。1952年赫爾辛基奧運，中華人民共和國政府首次派運動員參加奧運，並選定張邦綸擔任升旗手。但代表團抵達赫爾辛基時，張邦綸已經錯過奧運足球賽。